# Shuidong, Anhui
Shuidong är en köping i östra Kina. Den ligger i stadsdistriktet Xuanzhou i staden Xuancheng i provinsen Anhui, omkring 200 kilometer sydost om provinshuvudstaden Hefei. Antalet invånare är 25 928. Befolkningen består av 12 384 kvinnor och 13 544 män. Barn under 15 år utgör 14,0 %, vuxna 15-64 år 72 %, och äldre över 65 år 13,0 %.